# 東海新報
東海新報（とうかいしんぽう）は、東海新報社が編集・発行する岩手県大船渡市、陸前高田市、気仙郡住田町の2市1町を対象にした地域新聞。日本新聞協会に非加盟のため、日刊の雑誌扱いである。2017年時点の発行部数は13,700部。

## 概要
1958年に岩手新報、河北新報の記者だった鈴木正雄が中心となって創刊した。誌名は岩手県の最東端にある地域新聞ということで｢東海｣とした。
主な収入源は広告収入で、創刊時から地元の有力企業や公的な団体からの外部資本は入れていないとしている。紙面は地域情報で占められ、共同通信社や時事通信社の配信は受けていない。
2011年4月1日発行分から題字がそれまでの縦書きから横書きに変更された。
釜石市を拠点にしていた岩手東海新聞（休刊）と誌名が似ているが、本誌との間に資本・業務などの関係は存在しない。

### コラム「世迷言」
コラム「世迷言」の内容は主筆である社長の意見であり、社説ではない。靖国神社問題については、2006年に当時の内閣総理大臣小泉純一郎や民主党政権の閣僚による靖国神社参拝を支持した。竹島問題についても、日本国政府は大韓民国に対して弱腰であると批判している。

## 発行所
- 所在地：〒022-0002
  - 岩手県大船渡市大船渡町字鷹頭9番1号

## テレビ・ラジオ欄
※2011年3月11日付まで
最終面上段
- フルサイズ
  - NHK総合テレビ盛岡放送局
  - NHK教育テレビ盛岡放送局（サブチャンネルの表示は無し）
  - IBCテレビ
  - テレビ岩手
  - めんこいテレビ
  - 岩手朝日テレビ
- 1/3サイズ
  - NHK BS1
  - NHK BS2
  - NHK BShi
  - BS日テレ
  - BS朝日
  - BS-TBS
  - BSジャパン
  - BSフジ
  - WOWOW
  - スター・チャンネル
  - BSイレブン
  - TwellV

最終面下段
- 1/3サイズ
  - TBCテレビ
  - 仙台放送
  - ミヤテレ
  - 東日本放送
  - NHK第1放送盛岡放送局
  - NHK第2放送盛岡放送局
  - IBCラジオ
  - NHK-FM放送盛岡放送局
  - FM岩手

※休刊日の前日は中面に掲載。
※2011年3月13日付から3月31日付はテレビ･ラジオ欄の掲載なし。4月1日発行分から7月22日発行分までは地上波（岩手県域局）のみ掲載。7月23日発行分からは地上波（岩手県域局のみ）に加え、1/3サイズでNHK BS1、NHK BSプレミアム、BS日テレ、BS朝日、BS-TBS、BSジャパン、BSフジ、BSイレブンが掲載。

## 震災後の状況と発行紙面データの配布
東海新報社の公式サイトは2011年3月11日の東日本大震災発生当日の午前中で更新がストップしたままとなっていたが、2011年4月1日付けでサイトの更新が再開された。
岩手県胆江地域の情報を扱う地方紙である胆江日日新聞は、気仙地域（大船渡市、陸前高田市、住田町）の詳細な情報を確認したいという岩手県内外の人たちの声に応え、3月17日に、記者2人と営業社員1人を東海新報社に訪問させて津波被害を受けた大船渡、陸前高田市の状況を取材した。
その際に、東海新報社から震災直後に発行した紙面のpdfデータを託され、同社サーバーに同データをアップロードして紙面公開がなされている。
一方、「東海新報」としての誌面発行のほうは震災翌日、その日出勤できた半数の社員全員で号外を製作し、夜更けに刷り上ったA3判のカラーコピー2000枚を手分けして避難所へ運んだ。13日以降は自家発電装置を使い輪転機を回して従来の8ページから4ページに減らしモノクロ印刷でしのいだ。

## その他
元号表記
「平成xx年（20xx年）」と「元号（西暦）」と表記し、日本の祝日には題字下の広告欄に日章旗と祝日名を表記している。
密着取材
2023年3月8日からNHKドキュメント72時間で密着取材された（同年4月21日放映）。